# L'assassin habite au 21 (film)
Pour le roman dont le film est tiré, voir L'assassin habite au 21 (roman).
Pour plus de détails, voir Fiche technique et Distribution.
L'assassin habite au 21 est un film français réalisé par Henri-Georges Clouzot, sorti en 1942, adapté du roman policier du même nom de l'auteur belge Stanislas-André Steeman, publié en 1939.

## Synopsis
Un clochard, qui vient de gagner une forte somme à la loterie, est la cinquième victime d’un mystérieux assassin qui signe ses crimes d’une carte de visite au nom de M. Durand. Le commissaire Wenceslas Vorobeïtchik — que tout le monde appelle Wens — se voit donner deux jours pour l’arrêter. Mila Malou, son amie, veut être engagée par un imprésario, qui lui fait comprendre que si elle avait son nom dans le journal, comme M. Durand, il l’engagerait. Elle a alors l’idée d’arrêter celui-ci. L’assassin tue encore. Mila est arrêtée alors qu’elle est à la recherche de M. Durand et finit par demander qu’on appelle Wens. Un agent veut arrêter un homme ivre, perché sur un bec de gaz, qui vient de l’injurier. Il tire sur ses habits, pour le faire descendre. Il déchire ainsi la poche de sa veste d’où tombe, sans qu’il s’en rende compte, un lot de cartes au nom de M. Durand. Au commissariat, Wens reconnaît l’homme, Turlot, à qui il a déjà eu affaire. Il détermine alors l’adresse de M. Durand : une pension au 21 avenue Junot. Cette adresse, il l'a découverte grâce aux cartes que l’agent avait ramassées et que Turlot avait dérobées dans une commode de la pension. Wens laisse à Mila une lettre à remettre au préfet, sous deux jours, et lui révèle qu’il espère arrêter M. Durand.
La pension du 21 est dirigée par Mme Point, la gérante, pour qui travaillent Armand et Juliette. Au matin, le salon de la pension accueille les hôtes : Collin, un petit artisan ; Mlle Cuq, une romancière qui n’a toujours pas été publiée ; le Dr Linz, un ancien de la Coloniale, boiteux ; Lalah-Poor, un fakir. Se présente le pasteur Lester, qui n'est autre que Wens, cherchant une chambre. Mila ouvre la lettre au préfet que Wens lui a laissée. Wens croise les derniers pensionnaires, Kid Robert, un ancien boxeur aveugle et son infirmière, Vania. Feignant de s’être trompé de porte, Wens entre chez Collin, qui fabrique des pantins sans visage... comme l’assassin sans visage, M. Durand. Il apprend de lui que le Dr Linz a été poursuivi pour une affaire d'avortements et que Lalah-Poor, sans engagement depuis des mois, doit vivre d’affaires louches. Wens va voir Lalah-Poor : en entrant dans sa chambre, il découvre Linz en train de fouiller la valise du fakir.
Au repas, Wens constate que Mila est présente. Le repas fini, les pensionnaires discutent. Mlle Cuq annonce qu’elle va désormais écrire des romans policiers. À propos du choix du nom de son héros, Linz propose celui de Durand et se lance, suivant une de ses habitudes, dans le panégyrique de celui-ci. Collin qualifie M. Durand de monstre. Lalah-Poor annonce que c’est lui Durand et, pour le prouver, il tue le serin dans sa cage puis le fait ressusciter. Mlle Cuq annonce qu’elle a son idée de roman. Elle décrit exactement, sans le savoir, la situation que vit précisément Wens et son roman se poursuit par un meurtre horrible. Le préfet, qui discute avec les supérieurs de Wens de sa disparition, reçoit un appel de M. Durand, qui lui donne l'adresse de la pension, où il annonce vivre, et lui dit que les policiers y trouveront un cadavre encore chaud.
À 0 h 13, les pas d’un boiteux se font entendre dans l’escalier de la pension. Dans le noir, Mila assomme l’homme qui s’introduit dans sa chambre. Découvrant que c’est Wens, par ses cris elle réveille tous les pensionnaires et leur révèle par inadvertance son vrai nom. On sonne à la porte : c’est Monet, le supérieur de Wens, accompagné d’autres policiers. Vania découvre dans la salle de bains le cadavre de Mlle Cuq, avec près d’elle un papier portant la mention « M. Durand ». Ce papier provient de la manchette d’un journal retrouvé chez Linz, mais que seul Collin lit. Le meurtre a été commis avec un scalpel. Monet est convaincu que le coupable est le docteur Linz. Wens annonce que c’est inexact. Il prouve que les pas entendus dans la nuit n’étaient pas ceux de Linz. La victime a été vue la dernière fois en vie à 23 h. Or à 23 h 30, Vania a vu Collin entrer dans la salle de bains, ce que confirme Lalah-Poor. Collin dit y être allé pour prendre un bain. Wens le fait déshabiller et l’arrête car il a les pieds sales.
Mila se prépare à être interrogée par les journalistes, quand Wens lui lit le journal dans lequel l’arrestation est attribuée à Monet. On sonne à la porte. Wens va ouvrir et reçoit dans ses bras le cadavre d’une nouvelle victime de M. Durand. Monet libère Collin et arrête Linz, qui est interrogé. Wens va voir Vania, qui lui avoue qu’elle a dénoncé Collin sur demande de Lalah-Poor. Elle apprend à Wens que le fakir vient d’être engagé dans un cabaret, à la suite du bruit fait par l’affaire. Dans sa loge, Lalah-Poor reçoit un journaliste à qui Linz a avoué être M. Durand. Alors que Wens vient d’entrer dans la salle et que Lalah-Poor est sur scène, celui-ci ouvre sa malle et y découvre le corps du journaliste, nouvelle victime de M. Durand. Lalah-Poor est arrêté et emprisonné mais il est innocenté lorsqu’ensuite M. Durand fait une 13e victime.
Wens et Mila sont invités par Mme Point à une petite fête organisée pour la libération de ses trois pensionnaires, qui avaient été accusés à tort. Mila va y chanter. Le soir de la fête, dans la « loge » improvisée de Mila, en lisant le programme de la soirée où il est inscrit que Collin, Linz et Lalah-Poor joueront ensemble un trio de Beethoven, Wens a une illumination et lui annonce qu’il a trouvé qui est M. Durand. Il demande à Mila de garder le secret. Il va téléphoner. Mila apprend à Vania et à Lalah-Poor ce que Wens s’apprête à faire. Le fil du téléphone est coupé. Mila commence à chanter et comprend ce qu’a découvert Wens en constatant que trois places sont vides dans la salle. Elle l’annonce à Armand et Vania avant de partir à la rescousse de Wens…

## Fiche technique
- Titre : L'assassin habite au 21
- Réalisation : Henri-Georges Clouzot
- Scénario et adaptation : Henri-Georges Clouzot, d'après L'assassin habite au 21 de Stanislas-André Steeman
- Dialogues : Henri-Georges Clouzot (non crédité)
- Images : Armand Thirard
- Décors : André Andrejew
- Son : William-Robert Sivel (non crédité)
- Montage : Christian Gaudin (non crédité)
- Musique : Maurice Yvain
- Production : Alfred Greven (non crédité)
- Société de production : Continental Films, Liote
- Société de distribution : Films Sonores Tobis (1942), Mage Films (1947)
- Pays de production :  France
- Langue originale : français
- Format : noir et blanc — 1,37:1 — son mono (enregistrement Western Electric Wide Range)
- Genre : policier, thriller, comédie
- Durée : 84 minutes
- Date de sortie : 
  - France : 7 août 1942 (Paris[1])
- Classification cinématographique en France : tous publics[2]

## Distribution
- Pierre Fresnay : le commissaire Wens (Wenceslas Vorobeïtchik… orthographié Vorobietchik sur la porte de son bureau) et le pasteur Robert Lester
- Suzy Delair : Mila Malou, chanteuse et petite amie du commissaire
- Jean Tissier : Lalah-Poor, fakir
- Pierre Larquey : Collin, petit artisan
- Noël Roquevert : le docteur Théodore Linz, ancien médecin de la Coloniale
- Odette Talazac : Mme Point, gérante de la pension
- Marc Natol : Armand, valet de chambre de la pension de famille
- Louis Florencie : le commissaire Monet, supérieur hiérarchique de Wens
- André Gabriello : Pussot, agent de police qui arrête Turlot
- Raymond Bussières : Jean-Baptiste Turlot, mauvais garçon
- Huguette Vivier : Vania, infirmière de Kid Robert
- Maximilienne : Mlle Cuq, romancière, vivant dans la pension
- Jean Despeaux : Kid Robert, ancien boxeur aveugle
- René Génin : Alfred, clochard qui a gagné à la loterie
- Sylvette Saugé : Christiane Perret, la « poule » du bistrot qui s'intéresse à Alfred
- René Blancard : Picard, inspecteur de police
- Marcel Pérès : Ballandieu, inspecteur de police
- Léon Belières : Christophe, imprésario musical
- Lucien Blondeau : Édouard, préfet de police
- Antoine Balpêtré : Albert, ministre de l'Intérieur
- Léon Larive : le patron du bistrot
- Paul Barge : Ernest, garçon de bistrot
- Gustave Gallet : directeur de la Police judiciaire
- Guy Sloux : Bob Destirac, journaliste assassiné
- Maurice Marceau : un type au bistrot
- André Varennes : le brigadier de gendarmerie
- Henri Vilbert : l'agent qui se fait cracher sur ses chaussures
- Maurice Salabert : un agent
- Albert Malbert : le chauffeur de taxi
- Martial Rèbe : le caissier sur le chantier
- Géo Forster et Alfred Greven : les agents de police cyclistes
- Daniel Gélin : un inspecteur de police lors de l'arrestation finale
- Évelyne Séjourné : Juliette, femme de chambre

## Le film
Dans le roman original de Stanislas-André Steeman, l’action se déroule à Londres et l'enquête est menée par le superintendant Strickland. Cependant, pour son adaptation au cinéma, le romancier et Henri-Georges Clouzot décident de la situer à Paris et l'enquête est menée par le commissaire Wens. Les personnages évoluent dans une petite pension de famille nommée Les Mimosas ayant pour adresse le 21, avenue Junot sur la butte Montmartre, dans le 18e arrondissement de Paris. Enfin, l’assassin ne signe plus ses forfaits du nom de « Mr Smith », mais de « Monsieur Durand ». À la fin du film, le commissaire Wens a enfin compris que Monsieur Durand n'était pas un seul meurtrier mais trois complices parmi les résidents de la pension. Wens est découvert par les trois meurtriers qui lui disent qu'ils vont l’assassiner dans la pension ; mais Wens a prévu de les neutraliser grâce à l’arrivée des policiers qui apparaissent derrière eux et lui sauvent la vie.
Outre les changements concernant les noms des personnages et leur nombre, l'une des grandes différences entre le film et le roman est que, dans ce dernier, les policiers enquêtent « de l'extérieur ». La seule tentative d'enquêter de l'intérieur consiste à demander à M. Julie de relater ce qu'il voit et entend dans la pension de famille, mais M. Julie est assassiné par le tueur le soir-même de son arrivée. Dans le roman, celui qui découvre la vérité n'est pas un policier, mais Mr Crabtree, l'un des suspects et hôte de la pension de famille.

## Commentaire
Dès son premier film, Clouzot impose sa vision noire et pessimiste du monde. La tension dramatique va crescendo, jusqu'à l'ultime seconde. La mise en scène est nerveuse. Clouzot offre une galerie de personnages bien typés, aidé en cela par des comédiens talentueux. Mais le cinéaste n'épargne pas pour autant les personnages qu'il croque : les habitants de la pension des Mimosas sont dépeints sans concession et les dialogues sont caustiques et percutants.

## Autour du film
- Les personnages du commissaire Wens et de sa compagne Mila Malou étaient déjà apparus au cinéma l'année précédente dans Le Dernier des six, également scénarisé par Clouzot et dont la réalisation avait été assurée par Georges Lacombe.
- Jean Despeaux, boxeur français champion olympique en 1936, reprendra un rôle de boxeur un an plus tard dans La Main du diable de Maurice Tourneur, et en 1949 à nouveau avec Clouzot dans Manon.
- L'adresse de la pension Les Mimosas est fictive, le no 21 n'existant pas dans l'avenue Junot.
- L’affiche du film est présente dans le cinéma de Mlle Mimieux dans le film Inglorious Basterds de Quentin Tarantino.